# Daulia auriplumbea
Daulia auriplumbea is een vlinder uit de familie van de grasmotten (Crambidae), uit de onderfamilie van de Spilomelinae. De wetenschappelijke naam van deze soort is voor het eerst voorgesteld als Platytes auriplumbea door William Warren in een publicatie uit 1914. De spanwijdte bedraagt 16 millimeter.
De soort komt voor in Mozambique en Zuid-Afrika.